# تشارلز مارتن كوبيرمان
تشارلز مارتن كوبيرمان  (من مواليد 9 نوفمبر 1950) هو نائب مستشار الأمن القومي للولايات المتحدة الحالي للرئيس دونالد ترامب. وقد خدم منذ يناير 2019 .
في 10 أيلول (سبتمبر) 2019، عندما تخلى جون بولتون مستشار الأمن القومي للولايات المتحدة عن هذا المنصب، تم تعيين كوبرمان مستشارًا للأمن القومي للولايات المتحدة.

## خلفية

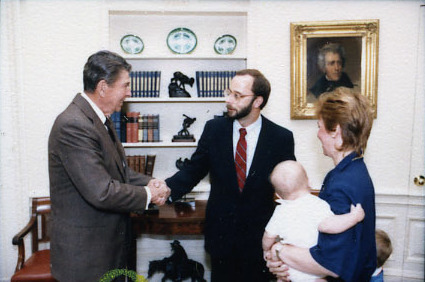
تحية كوبيرمان للرئيس رونالد ريغان عام 1987

شغل كووبرمان مناصب عليا في شركات الدفاع لوكهيد مارتن وبوينج وعمل في إدارة الرئيس السابق رونالد ريغان في الثمانينيات.
خدم كوبيرمان في مجلس إدارة مركز السياسة الأمنية (CSP) بين عامي 2001 و 2010.

## التعليم
حصل كوبيرمان على درجة البكالوريوس في العلوم السياسية من جامعة بوردو في عام 1972. حصل على درجة الماجستير في العلاقات الدولية من جامعة كولومبيا البريطانية في عام 1973. كانت رسالة الماجستير بعنوان «الاستراتيجية والتكنولوجيا وصنع العقائد الاستراتيجية للولايات المتحدة 1945-1972» . أكمل كوبيرمان شهادة الدكتوراه في الدراسات الاستراتيجية في جامعة جنوب كاليفورنيا في عام 1980. كانت أطروحته الدكتوراه بعنوان «مناقشة SALT II» .